# Фурко, Эмиль
Эмиль Фурко (фр. Emile Foucault, 1 июня 1862, Сен-Жосс-тен-Ноде (Брюссель), 11 октября 1919, Лоделинсар (Шарлеруа)) — бельгийский инженер, изобретатель способа производства оконного (листового) стекла.

## Биография

Схема машины Фурко для производства оконного (листового) стекла

Эмиль Фурко родился в брюссельской коммуне Сен-Жосс-тен-Ноде 1 июня 1862 года. Его семья относилась к классу богатой буржуазии. Семья Фурко играла важную роль в стекольной промышленности Шарлеруа. В XIX веке регион Шарлеруа был важнейшим центром бельгийской стекольной промышленности. Производство оконного стекла было одним из важных секторов бельгийской промышленности. К концу XIX века Бельгия занимала первое место в мире по производству этого продукта, при этом 95 % продукции шло на экспорт.
Фурко учился в средней школе (лицее) в Меце во Франции и в высшей Школе шахт в Льеже (позднее вошла в состав Льежского университета), где в 1885 году он получил диплом инженера. Получив диплом, Фурко начал работать на принадлежавшем его семье стекольном заводе в Шарлеруа. К тому времени производство оконного стекла оставалось по сути «ремесленным» («метод цилиндров»): для получения листового стекла стеклодув вручную выдувал большой цилиндр, который затем разрезался и расправлялся. Несмотря на то, что в других странах (прежде всего, в США) с конца XIX века велись поиски способов механического производства оконного стекла, бельгийская стекольная промышленность отличалась консерватизмом. Во многом это объяснялось ролью стеклодувов, профсоюзы которых имели большой вес.
В конце XIX века на стекольных заводах Бельгии начали внедряться большие стеклоплавильные печи-бассейны для непрерывного производства стекольной массы (до этого стекло плавили в больших горшках). Одним из инженеров, занимавшимся строительством подобных печей в Бельгии, был француз Эмиль Гоббе. Именно он дал Фурко идею о производстве листового стекла методом вытягивания. Принцип метода Фурко заключался в следующем: в массу расплавленного стекла погружался «поплавок» с длинной щелью (так называемый фр. débiteuse), длина которой соответствовала ширине листа стекла. «Просачивающееся» через щель стекло далее вертикально вытягивалась системой валиков. Сложность осуществления принципа на практике заключалась в получении листа стекла достаточного качества: одинаковой толщины, без следов на поверхности, без неровностей и т. д.
Фурко получил первый патент на свою систему 26 октября 1901 года. Первая машина начала функционировать на заводе Фурко в 1903 году. Однако распространению машин Фурко препятствовало сопротивление профсоюзов стеклодувов, которые опасались потери работы. В 1911 году Фурко сообщил о планах строительства большого завода для производства оконного стекла методом вытягивания. Проектом заинтересовались австрийские и немецкие промышленные группы. Для осуществления проекта 1 марта 1914 года было основано «Акционерное общество стекольных заводов Дампреми» (фр. Société Anonyme des Verreries de Dampremy, Дампреми — пригород Шарлеруа, где должен был находиться завод). После начала Первой Мировой войны проект был заморожен, но в 1915 (то есть во время оккупации Бельгии) году Фурко реанимировал проект при участии австрийских партнёров.
После войны Фурко обвинялся в сотрудничестве с оккупантами. Хотя ему удалось избежать судебного преследования по обвинению в коллаборации, коллеги по бизнес-сообществу Бельгии фактически подвергло его неформальному остракизму. Эмиль Фурко умер отвергнутым и разочарованным человеком 11 октября 1919 года в Лоделинсаре (тогда — самостоятельная коммуна, ныне — часть Шарлеруа).
После Первой Мировой войны метод Фурко быстро вытеснил «ремесленный» способ производства стекла («метод цилиндров»). Метод Фурко распространялся одновременно с альтернативным методом Либби-Оуэнса (также известен, как «метод компании Питтсбурга»), разработанным в США. Основным отличием метода Либби-Оуэнса было горизонтальное, а не вертикальное направление вытягивания стекла.
Методы Фрурко и Либби-Оэунса использовались параллельно до Второй Мировой войны, часть заводов использовала метод Фурко, часть — метод Либби-Оуэнса. После Второй Мировой войны оба метода были вытеснены флоат-методом.